# ألفريدو بيريث روبالكابا
ألفريدو بيريث روبالكابا (بالإسبانية: Alfredo Pérez Rubalcaba) (ولد في 28 يوليو 1951) هو سياسي إسباني ينتمي إلى حزب العمال الاشتراكي الإسباني. شغل منصب وزير الداخلية منذ أبريل 2006، ويوم 21 أكتوبر 2010 تولى منصب نائب الرئيس والناطق الرسمي باسم حكومة خوسيه لويس ثباتيرو، والإبقاء أيضا على مسؤولياته في وزارة الداخلية. حصل على شهادة الدكتوراه في الكيمياء في جامعة كومبلوتنس في مدريد، عمل بعدها استاذا للكيمياء. شغل منصب وزير التعليم والعلوم (1992 - 1993)، ومثل توليدو في الكونغرس من 1993 حتي 1996، ومدريد في الفترة من 1996 حتى 2004، وكانتابريا 2004 وقادش سنة 2008.
كان إلى جانب كارمي تشاكون أبرز المرشحين لتمثيل الحزب الاشتراكي في الانتخابات الرئاسية، خلفا لثباتيرو، وكان من المتوقع الخوض مع منافسته الوحيدة في انتخابات تمهيدية داخل الحزب. لكن، في مايو 2011، أعلنت شاكون أنها ستنسحب من السباق، وفي يونيو أعلن الحزب أنه لا يوجد مرشح آخر، وأصبح روبالكابا مرشح الحزب الاشتراكي الوحيد لرئاسة مجلس الوزراء ل انتخابات 2012 العامة. في يوم 8 يوليو استقال من مهامه في الحكومة للتركيز على الحملة الانتخابية، التي مني الحزب الاشتراكي منها بهزيمة غير مسبوقة.
وفي 4 فبراير 2012 انتخب ألفريدو بيريز روبالكابا زعيما لحزب العمال الاشتراكي، بعد فوزه بفارق ضئيل من الأصوات على منافسته وزيرة الدفاع السابقة كارمي شاكون في مؤتمر للحزب عقد بإشبيلية.

## وصلات خارجية
- ألفريدو بيريث روبالكابا على موقع IMDb (الإنجليزية)
- ألفريدو بيريث روبالكابا على موقع مونزينجر (الألمانية)
- Alfredo Pérez Rubalcaba Biography (بالإسبانية)